# Montana City (Montana)
Montana City è un census-designated place degli Stati Uniti d'America, nello stato del Montana, nella Contea di Jefferson. Nel 2010 contava 2.715 abitanti.
Oggi è un importante centro di pendolari, cioè lavoratori provenienti da altre parti degli Stati Uniti che contribuiscono alla crescita economica del luogo ed è il centro abitato più popoloso della contea di Jefferson.